# Lincoln (Illinois)
Lincoln – miasto w Stanach Zjednoczonych, w stanie Illinois, w hrabstwie Logan.

## Historia
Lincoln pierwotnie był punktem postoju dla podróżnych i myśliwych. Miejscowość jako taka została założona z potrzeby budowanej w tamtym czasie kolei pomiędzy Chicago a Saint Louis jako że ówczesne pociągi parowe wymagały stanowisk z wodą średnio co 30 mil (48 kilometrów), a odległość pomiędzy wtedy istniejącymi miastami – Bloomington i Springfield – wynosiła dwa razy tyle. Teren pierwotnie w posiadaniu przez parę Pensylwańczyków – Isaaca i Josepha B. Loose’ów – został 3 lutego 1853 roku kupiony przez Roberta B. Lathama za 1350 dolarów. Miasto zostało nazwane 24 sierpnia, kiedy Latham został mianowany na stanowisko reprezentanta, a 3 dni później zaczęto sprzedawać działki przyszłym mieszkańcom i przedsiębiorcom.
Miasto zostało oficjalnie nazwane 27 sierpnia 1853 roku. W uroczystościach uczestniczył Abraham Lincoln, który według tradycji miał podczas ceremonii nadania wziąć dojrzały arbuz przekroić go i sokiem z owocu dokonać symbolicznego chrztu miasta. Miasto Lincoln było pierwszym miastem nazwanym imieniem późniejszego prezydenta Stanów Zjednoczonych.

## Komunikacja
W mieście istnieje jeden przystanek kolejowy o takiej samej nazwie co miasto. Miasto obsługiwane przez Amtrak, zatrzymują się w nim pociągi linii Lincoln Service (4 razy dziennie) i Texas Eagle (raz dziennie).

## Osoby związane z miastem
- Henry Darger – pisarz i malarz amerykański;
- Langston Hughes – pisarz i poetat;
- Vic Wunderle – dwukrotny medalista olimpijski w łucznictwie